# Vechiul Regat Egiptean

Mumie aflată la British Museum

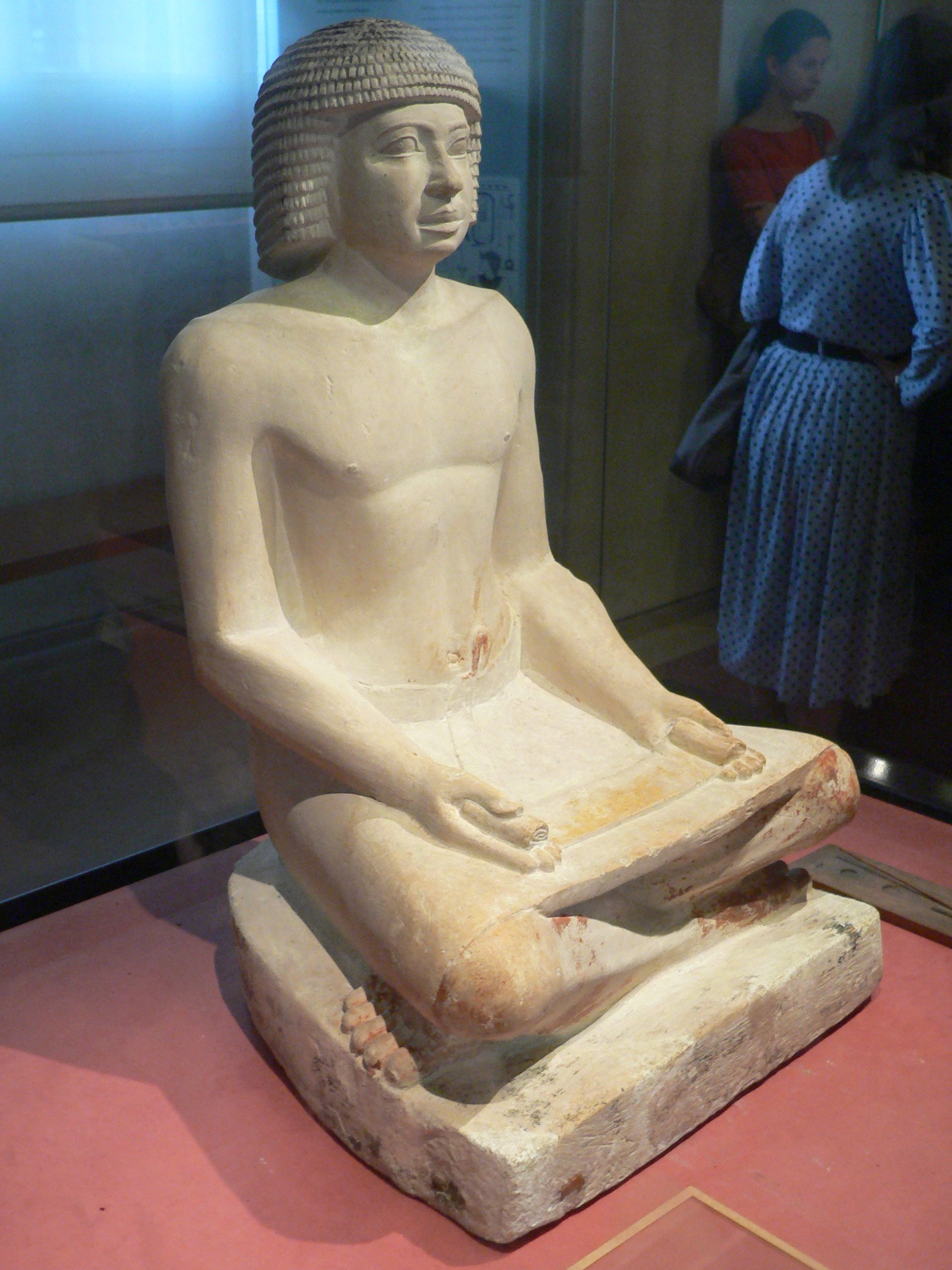
Sculptură cu un scrib din timpul celei de a V-a dinastii

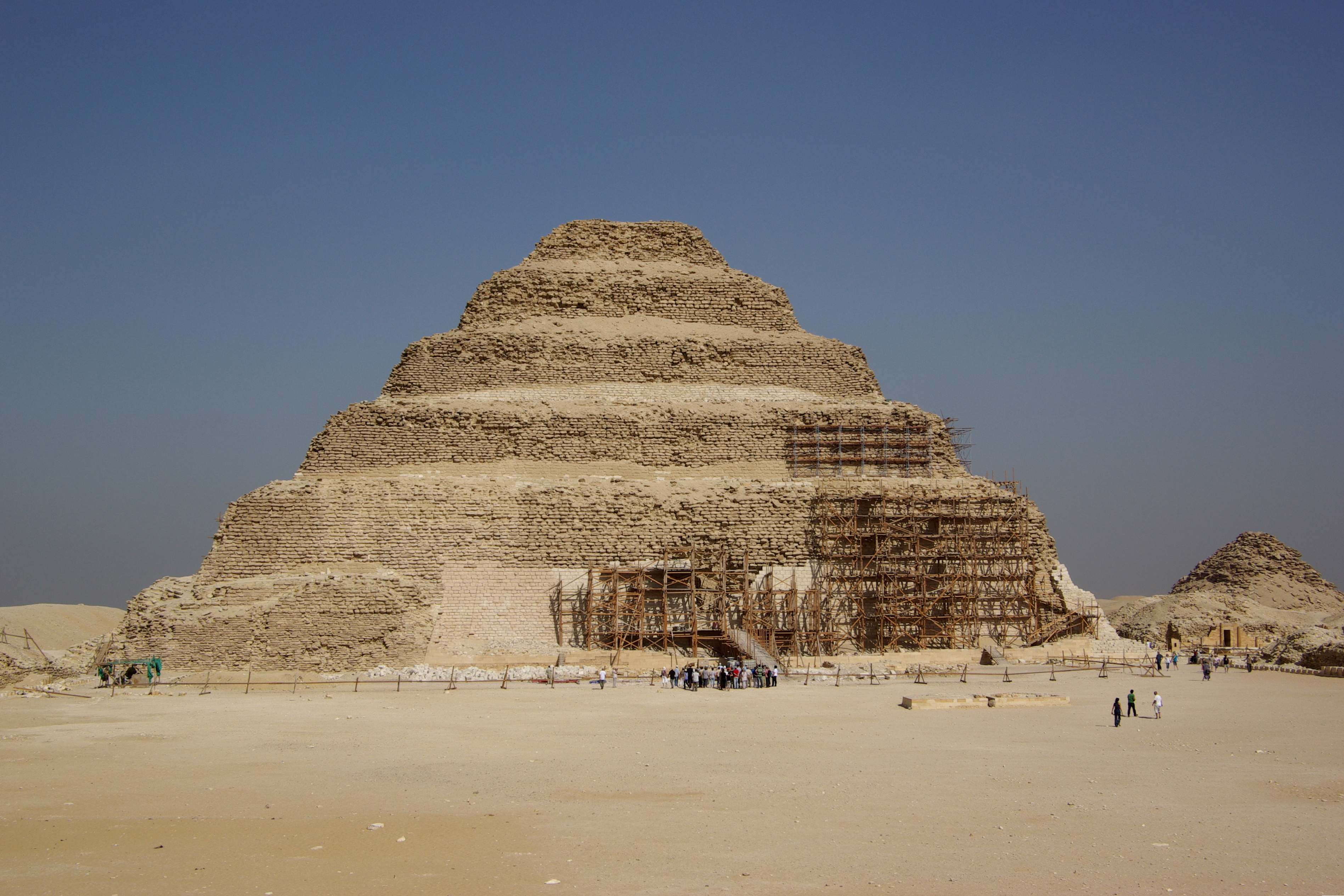
Piramida în trepte a lui Djoser de la Sakkara

## Începutul: A III-a dinastie egipteană

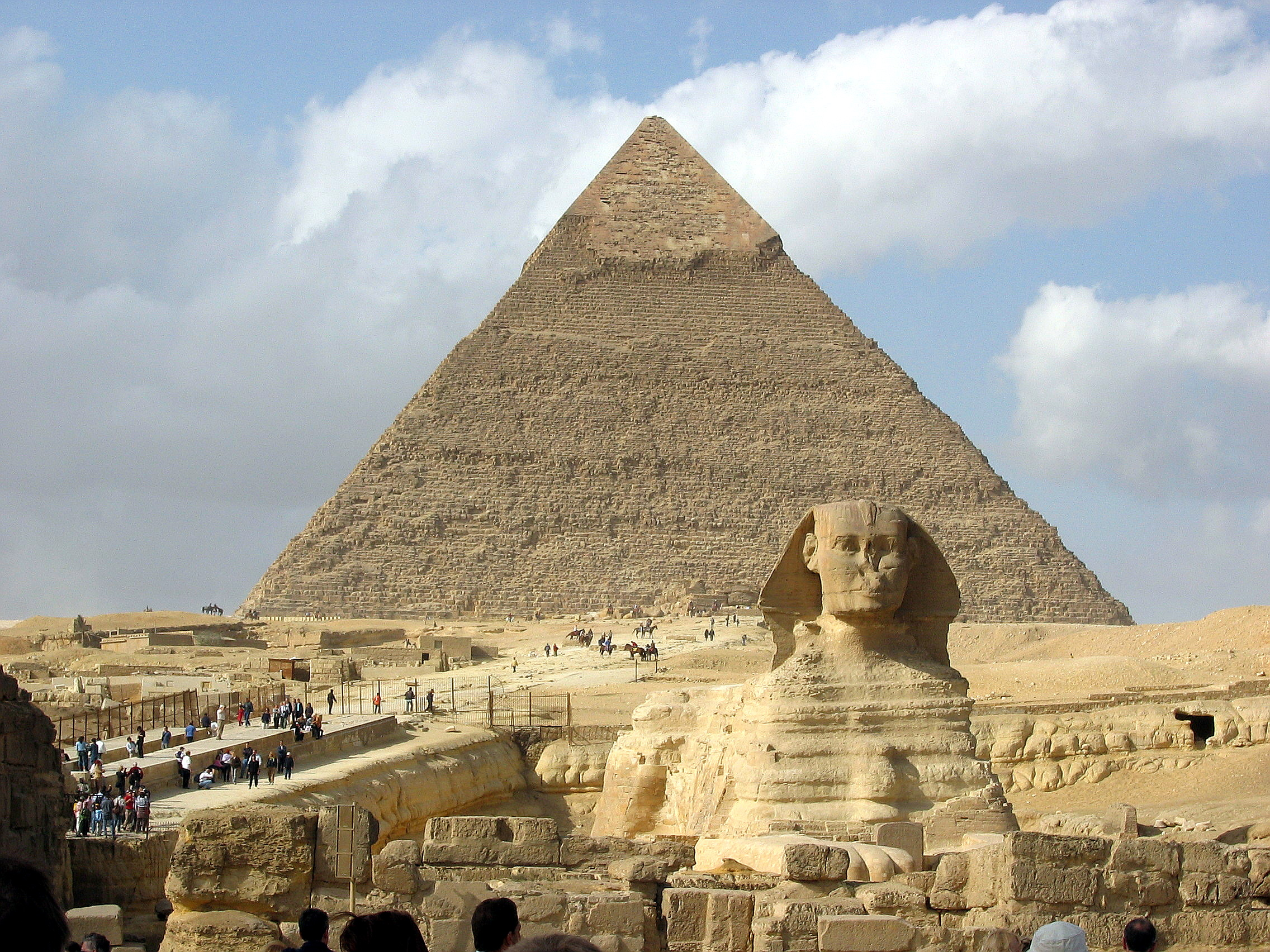
Marele Sfinx și piramida Kafra, de la Giza.

Egiptologii consideră Vechiul Regat începând cu A III-a dinastie egipteană.
Primul faraon notabil din Vechiul Regat a fost Djoser (2630-2611 î.Hr.) din dinastiea a treia, el a ordonat construirea unei piramide în trepte, în necropola Memphis de la Saqqara. O persoană importantă din timpul domniei lui Djoser a fost vizirul său și arhitectul regal Imhotep, cel care a fost mai târziu zeificat. 
Acesta a fost era când fostele state antice independente egiptene au devenit cunoscute sub numele de Egipt, conducător fiind doar faraonul. Ulterior foștii conducători au fost forțați să-și asume rolul de guvernatori ai Egiptului și printre altele să se ocupe de colectarea taxelor. Egiptenii în această eră își venerau faraonul ca pe un zeu, crezând că el e cel ce provoacă inundațiile anuale ale Nilului, atât de necesare pentru culturile lor. Egiptenii au observat schimbările naturii survenite în timp și, de aceea, în această perioadă a apărut credința lor în ciclicitatea universului și convingerea că Faraonul este cel de pe Pământ care lucrează pentru a asigura stabilitatea acestor cicluri. De asemenea ei înșiși s-au văzut ca un popor special ales, ca singurele adevărate ființe umane de pe Pământ.

## Epoca de aur: A IV-a Dinastie Egipteană
Dinastia a patra începe cu Snofru (2613–2589 î.Cr.). În timpul acestei dinastii s-a dezvoltat arta îmbălsămării. Din această dinastie fac parte unii din cei mai cunoscuți monarhi ai Egiptului Antic datorită faptului că lor li se datorează construcția de piramide.Toți faraonii acestei dinastii au construit cel puțin câte o piramidă care să le servească drept mormânt. Ca și in cea de a III a dinastie capitala era la Memphis.

### Îmbălsămarea, mumificarea și conservarea
Observație: a îmbălsăma și a mumifica au în esență același sens. A îmbălsăma (din Latinescul in balsamum) înseamnă a „pune în balsam”, o mixtură de rășini aromatice. Procedeele de mumificare sunt foarte similare deoarece în ambele cazuri corpul era badijonat cu unguente, uleiuri și rășini.  Cuvântul mumie provine dintr-o interpretare greșită a procesului.  Corpurile a căror îmbălsămare este de o calitate slabă (în special cele din Perioada Târzie) sunt de multe ori negre și foarte strălucitoare și de aici s-a ajuns la părerea că acestea erau prezervate prin scufundarea lor în bitum, în arabă cuvântul bitum este mumiya.
Există multe metode moderne de conservare a corpurilor (ex. prin crionică), însă acestea nu erau la îndemâna egiptenilor în Antichitate. Singura metodă cunoscută acestora era uscarea în nisip încins, însă această metodă lăsa corpul nu tocmai cu forma dorită si destul de nepotrivită pentru scopul său de a pastra sufletul Ka, mai ales al unui faraon. Nilul a oferit însă soluția. 
Nilul se revarsă anual și provoacă inundații fertilizatoare, în lipsa acestui fenomen, Egiptul nu ar fi decât un deșert străbătut de un râu. Revărsările aduc cu ele aluviuni care  fac terenul fertil. În urma retragerii apelor rămân bălți care în timp se evaporă lăsând în urma lor o substanță cristalină numită natron (carbonat de sodiu cristalizat) care trage și absoarbe umezeala. În timpul Vechiului Regat, organele interne ale reginei Hetepheres au fost extrase și depuse într-o soluție de natron cu concentrația aprox. 3%.
Când cutia a fost deschisă s-a observat că tot ceea ce rămasese din corpul reginei nu era decât un fel de noroi.  Primele încercari de mumificare au fost eșecuri totale, ceea ce i-a determinat pe cei ce se ocupau de îmbalsamare să încerce în schimb păstrarea formei corpului.  Ei au făcut acest lucru prin înfășurarea corpului în bandaje îmbibate cu rașină.  Ca dovadă a nivelului înalt la care aceștia au ajuns este mumia unui muzicant al curții (Waty) din timpul celei de a V a dinastii care păstrează încă detalii extraordinare ale  feței (riduri), bătaturi și alte elemente. Procesul de îmbălsămare dura 70 zile.
Câteva secole mai târziu a apărut o nouă tehnică de mumificare. Mai întâi îmbălsămătorii spălau interiorul și exteriorul corpului și îl umpleau cu un tip special de vin și cu mirodenii. Apoi scoteau toate organele interne extrăgând creierul cu un cârlig prin nas și umpleau corpul cu o soluție de sare de natron. Inima era lăsată în corp deoarece egiptenii credeau că aceasta este cea care păstra suletul (Ka).După aceia toate organele interne erau puse în vase acoperite ce urmau a fi îngropate împreună cu corpul.
Corpul era apoi lăsat la uscat timp de 40 zile apoi era din nou spălat cu vin și amestecuri de mirodenii, după care se înfășura în bandaje umede și apoi era uscat, prin acest proces se obținea garanția că trupul defunctului își va păstra forma și dimensiunile sale. Îmbălsămatorii adăugau apoi uleiuri aromate, parfumuri și bijuterii pe corp, după care  era pus în cosciug și îngropat.
Egiptenii credeau că fiecare om are un corp fizic și un suflet numit 'ka' - forța vieții, care dăinuia și după moarte. Ca și în cazul unui om viu, acest ka trebuia întreținut, el avea nevoie de divertisment și de uneltele defunctului. Toate aceste articole erau deci plasate în mormânt. Esențial era ca acest 'ka' să se reunifice cu corpul fizic, motiv pentru care cadavrele erau mumificate. Defunctul trebuia să se reîntâlnească cu acest 'ka' al său pentru a obține viața veșnică după moarte. Cum însă corpul fizic nu putea călători din mormânt până în lumea de dincolo, această călătorie era întreprinsă de personalitatea defunctului, adică 'ba'. După ce 'ba' și 'ka' se reunificau, porneau într-o călătorie finală spre cer, soare și stele, unde defunctul învia din morți ca 'akh' (spirit), dobândind viața veșnică. 
Primul pas în procesul de mumificare era îndepărtarea organelor interne, printr-o incizie efectuată în partea laterală a corpului. Inima, considerată tronul inteligenței și forța vieții, era lăsată la locul său, dar creierul era scos prin nas, cu un cârlig special, și aruncat. Restul organelor erau păstrate în vase canopice. 

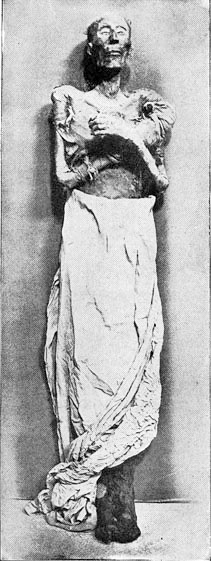
Mumia lui Ramesses II

Cadavrul era împachetat, acoperit cu carbonat de sodiu cristalizat (un tip de sare) și lăsat să se deshidrateze timp de 40 zile.
Corpul era apoi înfășurat în bandaje îmbibate în rășină, carbonat de sodiu și uleiuri aromate, iar toate orificiile corpului erau astupate. În final, corpul era acoperit cu rășini și bandajat încă o dată, iar preoții plasau diferite amulete între straturile de bandaje. Întregul proces, însoțit de rugăciuni și descântece elaborate, dura aproximativ 70 zile, însă corpurile astfel prelucrate s-au conservat perfect timp de mii de ani.

### Piramidele
O serie de piramide egiptene au fost construite și unele abandonate înainte de a fi terminate. În jurul anului  2575 î.Hr., faraonul Khufu (sau Cheops) și-a pus amprenta asupra peisajului.  Pentru el a fost construita cea mai mare și mai faimoasă piramidă, cunoscută azi drept Marea Piramidă. Privind la grupul de piramide din Giza nu pare a fi cea mai mare, aceasta deoarece cea care pare cea mai înaltă a fost construita pe un teren mai înalt, dar totuși este cu 10 metri mai scunda. 
Un exemplu notabil este piramida turtită; la aproximativ jumătate din înaltimea sa piramida are un unghi de înclinație mai mare (54° față de 43° la bază) aceasta datorându-se faptului că baza piramidei, implicit tavanul camerei mortuare, nu puteau suporta greutatea, prin modificarea înclinației s-a reușit să se scadă greutatea totală, însă chiar și așa a fost considerată prea nesigură pentru a găzdui corpul faraonului. Lui  Cheops i se atribuie trimiterea de expediții în Nubia după sclavi și alte lucruri de valoare. Este improbabil ca sclavii sa fi fost folosiți la construcția piramidelor, numărul lor fiind mult prea mic; era nevoie de oameni pregătiți tehnic, lângă piramide s-au descoperit urmele unor tabere unde cei care locuiau erau bine tratați medical și alimentar, cea mai plauzibilă variantă fiind folosirea țăranilor egipteni în perioada inundațiilor 
În timpul inundațiilor Nilul creștea până la nivelul deșertului, acoperind în totalitate terenurile cultivabile. Astfel dacă aveau de lucru la construcția piramidelor sau altor clădiri, țăranii își puteau hrănii familiile. Acest lucru ar explica și obținerea și păstrarea stabilității țării timp de sute de ani. Construirea piramidelor a continuat pentru o perioada îndelungată, cunoscându-se 80 de piramide dar nu toate s-au păstrat până astăzi.

## Declinul și prăbușirea: A V-a Dinastie Egipteană a VI-a
Vechiul Regat a continuat cu dinastiile a V-a și a VI-a, ultimul faraon al celei din urma fiind Pepi II, care se pare ca a condus timp de 94 ani, mai mult decât oricare alt monarh din istorie. Acesta avea 6 ani când s-a urcat pe tron și 100 de ani când a murit (2278–2184). Ultimii ani din domnia lui Pepi II au fost marcați de ineficiență datorită vârstei avansate a acestuia. Vechiul regat se încheie odată cu moartea acestuia.
Destrămarea Vechiului Regat Egiptean se presupune că a fost cauzată de o catastrofă naturală: o secetă crâncenă  care a generală și a durat aproape un secol.

## Arta
Numeroasele articole de ceramică, piatră prelucrata și sculpturi în fildeș sau os dovedesc rapida dezvoltare a tehnicii în Egiptul primelor dinastii. Hieroglifele se aflau în primele faze ale evoluției lor.
Caracteristica artei acestei perioade poate fi definită succint prin: semeție, grandoare, mister, liniște interioară, seninătate și echilibru.

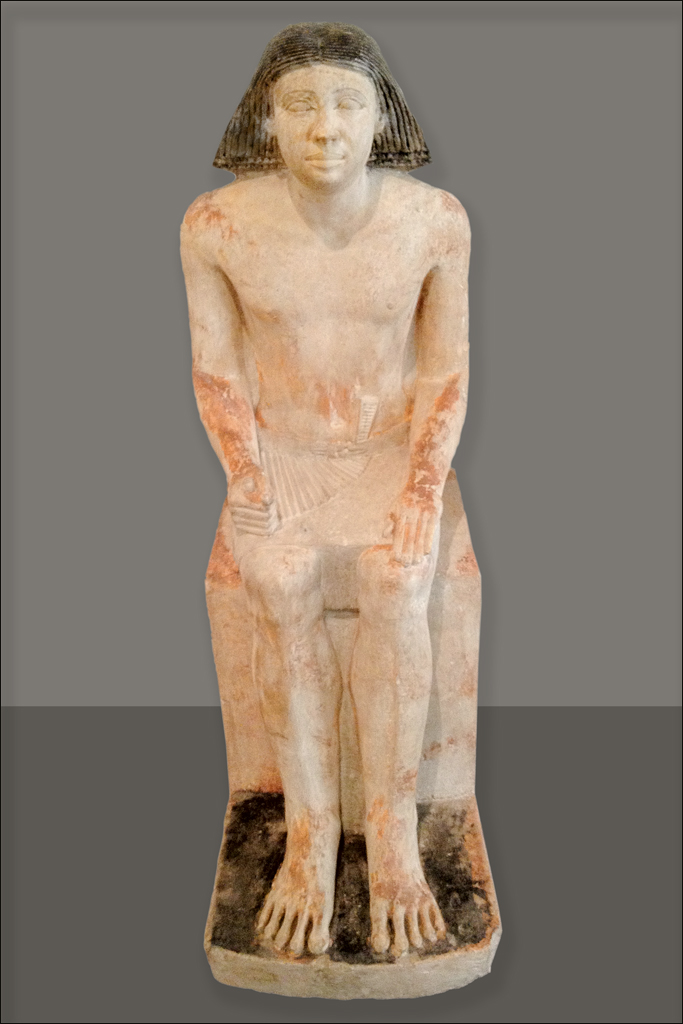
Statuie a unui om care stă; 2670-2190 î.Hr.; clacar pictat; descoperită în 1822 la Memphis (Egipt); Cabinet des Médailles (Paris)
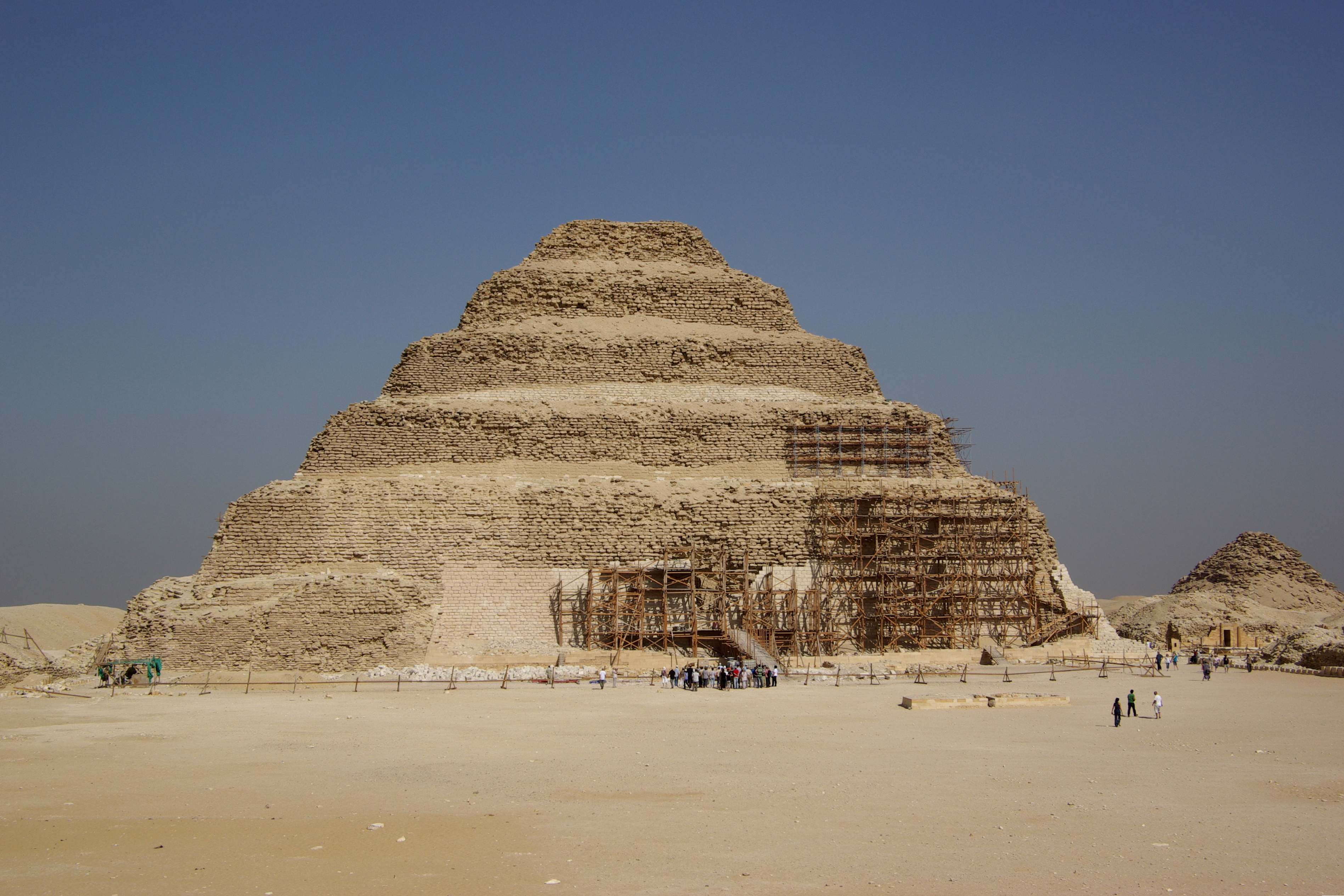
Piramida lui Djoser de la Saqqara, 2667–2648 î.Hr, proiectată de Imhotep, cea mai cunoscută piramidă în trepte din Egipt
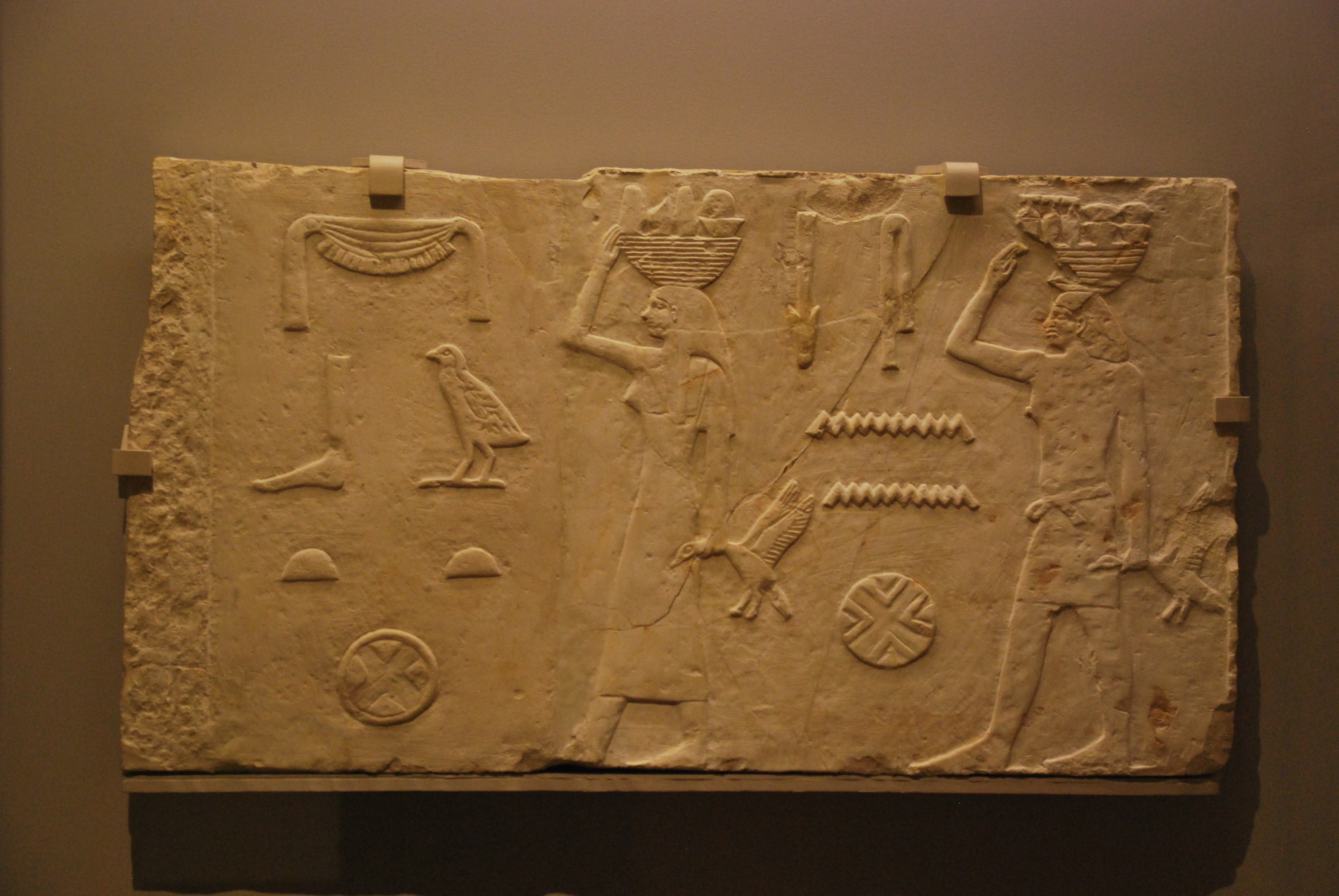
Basorelief în care e prezentat un sacrificiu; 2585–2560 î.Hr.; calcar; 46,6 × 85 × 2,5 cm; Muzeul de Arte Fine (Boston, SUA)
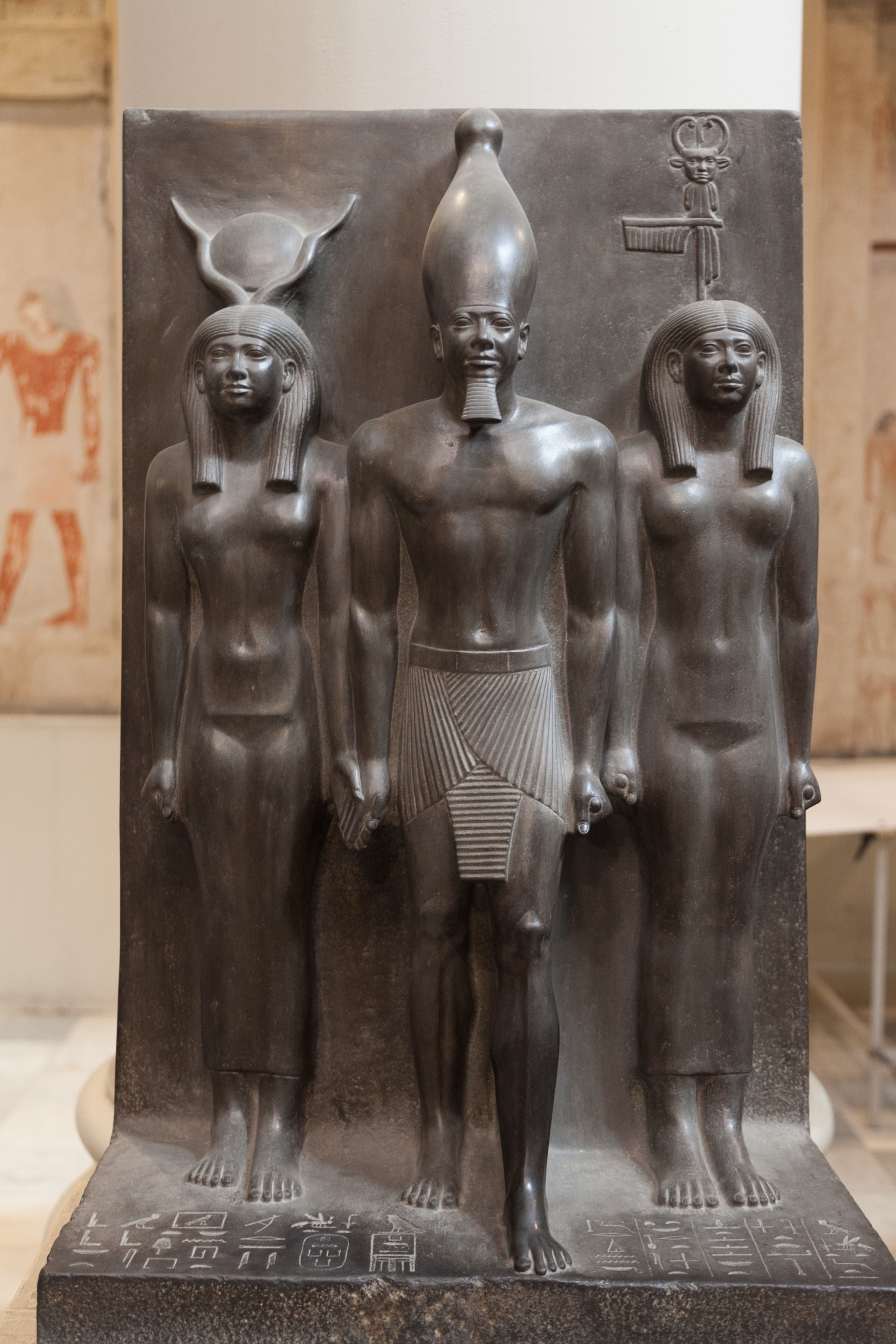
Statuie a lui Menkaura (în centru), alături de Hathor (în stânga) și Cynopolis; 2551–2523 î.Hr.; șist; înălțime: 95.5 cm; Muzeul Egiptean (Cairo)

### Arhitectura
Primele mari manifestări arhitectonice ale Vechiului Regat sunt mormintele faraonilor din primele dinastii, adevărate palate-fortăreață.
În perioada celei de-a treia dinastii, sub îndrumarea arhitectului Imhotep, care îi era și consilier, faraonul Djoser construiește, la Saqqara (lângă Memphis), o piramidă în trepte spre a-i servi drept mormânt.
Acest complex funerar, cel mai mare ansamblu arhitectural al epocii, este alcătuit dintr-o mare piramidă în trepte, construită pe foste galerii funerare subterane, și un grup de capele și alte construcții conexe.
Piramida în trepte ridicată de acest faraon este prima structură cunoscută, construită în întregime din piatră și prima de formă piramidală.
Înaltă de 60 m, aceasta primă piramidă a Egiptului este cel mai vechi exemplu din domeniul arhitecturii monumentale egiptene și cea mai veche construcție din piatră de asemenea dimensiune.
Construcția acesteia reflecta o mutație tehnologică decisivă: înlocuirea cărămizii din pământ ars cu materiale mai dure precum calcar sau granit, obținându-se astfel construcții monumentale, capabile să reziste timpului.
Dar cele mai mari piramide sunt cele de la Giza, unde se afla înmormântați faraonii celei de-a IV-a dinastii (Sneferu, Kheops, Khephren si Mykerinos) și care dovedesc pe deplin măiestria la care au ajuns arhitecții egipteni în materie de edificii monumentale.
Marea Piramidă din Giza, construita de către Kheops, este cea mai mare construcție din lume realizată prin munca manuală, remarcabilă prin dimensiunile monumentale: 142 m înălțime și latura bazei de 428 m, fiind considerată una din cele șapte minuni ale lumii.
În perioada Vechiului Regat, se mai construiesc multe alte piramide, dar de dimensiuni mai mici, temple funerare, morminte.
Astfel, în zona celor trei mari piramide de la Giza s-a dezvoltat o întreaga necropolă compusa din mastabale,  morminte rezervate membrilor familiei regale, marilor demnitari și funcționari.
Fiecare astfel de mastaba are în subteran sarcofagul celui decedat însoțit de ofrande.
Unele asemenea morminte sunt săpate direct în stâncile calcaroase.
Toate ilustrează nu numai puterea faraonilor, dar și dorința acestora de a-și asigura nemurirea.

### Sculptura
În perioada domniei lui Djoser, egiptenii încep să ridice mari statui cu imaginea faraonilor și având drept scop protejarea spiritului acestora.
Caracteristicile sculpturii din perioada Vechiului Regat:
- simetria formelor, excepția constituind doar în cazul reprezentării trupurilor faraonilor, la care piciorul stâng este ușor flectat anterior (indicând primul pas către lumea de dincolo, către eternitate), sau brațul drept dus către piept.
- respectarea legii frontalității: figura corpului omenesc îmbină viziunea din față cu cea din profil. Considerată ca o imagine atemporală ce conține esența personajului reprezentat, statuia este concepută spre a fi privită frontal.
- modularea volumelor: volumele intermediare sunt interpuse în mod subtil, încât întreaga lucrare pare să posede ritm.
- monumentalitatea: prezentă mai ales la sculpturile care au drept scop glorificarea faraonilor sau zeilor, care sunt reprezentați în poziții statice, într-o postură demnă.

Un exemplu în acest sens îl constituie statuia lui Khefren (Muzeul Egiptean din Cairo): faraonul este așezat pe tron având asupra sa emblema celor două teritorii egiptene unificate, cu mâinile puse pe genunchi, capul ridicat și ochii îndreptați în depărtare.
Pe un umăr se afle zeul Horus, în ipostaza de șoim, ceea ce semnifică faptul că faraonul este considerat urmaș al zeilor, un Horus reîncarnat.
Ca materiale folosite pentru statui avem:
- piatra: statuia prințului Rahotep si a soției sale, Nofret (a IV-a dinastie, Muzeul Egiptean din Cairo);
- lemnul: statuia lui Ka-aper (a V-a dinastie, Muzeul Egiptean din Cairo)
- metalul: (utilizat ceva mai rar) statuia de cupru a faraonului Pepi I (2289 - 2255 î.Hr.).

Multe din asemenea statui sunt pictate, iar ochii personajelor sunt realizați cu ajutorul altor materiale (pietre prețioase fin prelucrate), astfel redându-se expresivitate figurii.
S-au descoperit și grupuri statuare care prezintă scene din viața cotidiană.
Printre marile realizări ale acestei perioade amintim:
- Statuia faraonului Kefren: sunt remarcabile expresia solemnă a feței faraonului, concentrarea și calmul privirii;
- triada lui Mykerinos: conține trei siluete grupate simetric, faraonul aflându-se în mijloc, cu piciorul stâng înainte;
- Prințul Rahotep și soția sa: ambii au brațul drept dus la piept, ca un gest ritualic;
- Scribul: realizat din calcar pictat policrom; personajul stă cu picioarele încrucișate, cu privirea concentrată, ageră, parcă pentru a nu omite nimic din ceea ce i se dictează;
- Statuia lui Ka-Aper; exemplu de sculptura în lemn.

#### Basoreliefurile
Arta basoreliefului, supusa aceluiași principiu al frontalității, are două scopuri principale:
- pe zidurile templelor: glorificarea faraonului;
- în interiorul lăcașelor funerare: reprezentarea ofrandelor care îl însoțesc pe cel decedat în călătoria către lumea de dincolo.

Pentru demnitari se respectă principiul lateralității: capul este prezentat din profil, iar trupul și ochii sunt înfățișați ca priviți frontal.
În cazul servitorilor și țăranilor, acest canoane de exprimare artistică devin mai puțin rigide.
Basoreliefurile din capele și mastabale oferă informații privind viața cotidiană și obiceiurile egiptenilor.
Una din capodoperele acestui gen este basorelieful sculptat pe mastabaua lui Ti: este înfățișat un grup de păstori și animale care traversează un râu, compoziție indicând o deosebita măiestrie;

### Pictura
Dezvoltarea picturii este mai lentă.
Cea mai veche operă pictată egipteană, care a supraviețuit până astăzi, este lucrarea numită Gâștele de la Meidun, pictură pe stuc, care, alături de lucrarea Pisica la pândă constituie dovada unei evoluții a stilului compozițional și cromatic.

#### Artele decorative
Ceramica bogat decorată a perioadei predinastice devine mai simplă în perioada Vechiului Regat.
Bijuteriile de aur sau din pietre semiprețioase au ca teme diverse forme animale sau vegetale, care constituie o sursă de inspirație constantă de-a lungul întregii istorii a Egiptului antic.
Cu excepția câtorva piese rare - cum ar fi tronul din lemn încrustat cu aur al reginei Hetepheres I (soția lui Sneferu si mama lui Kheops) - puține piese de mobilier au dăinuit până în zilele noastre.
Totuși arta funerară ne oferă suficiente informații privind forma scaunelor, a paturilor sau a meselor.
Având un aspect simplu, acestea sunt împodobite cu forme vegetale, iar picioarele reproduc pe cele de diverse animale.